# Ozero Kitjino
Ozero Kitjino (ryska: Озеро Кичино) är en sjö i Belarus.   Den ligger i voblasten Vitsebsks voblast, i den nordöstra delen av landet, 200 km nordost om huvudstaden Minsk. Ozero Kitjino ligger 145 meter över havet. Arean är 1,6 kvadratkilometer. Den sträcker sig 1,8 kilometer i nord-sydlig riktning, och 3,0 kilometer i öst-västlig riktning.
Omgivningarna runt Ozero Kitjino är en mosaik av jordbruksmark och naturlig växtlighet. Runt Ozero Kitjino är det glesbefolkat, med 16 invånare per kvadratkilometer.